# Menophra capsitanaria
Menophra capsitanaria là một loài bướm đêm trong họ Geometridae.